# Addison (Alabama)
Addison es un pueblo del condado de Winston, Alabama, Estados Unidos. En el censo de 2000, su población era de 723. 

## Demografía
En el 2000 la renta per cápita promedia del hogar era de $22.235$, y el ingreso promedio para una familia era de 31.146$. El ingreso per cápita para la localidad era de 12.973$. Los hombres tenían un ingreso per cápita de 26.667$ contra 19.583$ para las mujeres.

## Geografía
Addison está situado en 34°12′0″N 87°10′40″O / 34.20000, -87.17778 (34.200042, -87.177851). 
Según la Oficina del Censo de los EE. UU., la ciudad tiene un área total de 3,5 millas cuadradas (9,1 km ²).

## Personajes ilustres
- Pat Buttram (1915-1994) Actor de doblaje, cine, televisión y vocal.